# Бернхайм, Дуглас
Дуглас Бернхайм  (англ. Douglas Bernheim; род. 25 февраля 1958) — американский экономист, в настоящее время профессор кафедры экономики имени Эдварда Эймса Эдмундса в Стэнфордском университете; его предыдущие научные должности включали в себя кафедру экономики и деловой политики в Принстонском университете и кафедру страхования и управления рисками в Высшей школе менеджмента им. Дж. Л. Келлогга Северо-Западного университета, факультет финансов. Он опубликовал много статей в научных журналах и получил ряд наград за вклад в области экономики. Он является партнером Bates White, ООО, консультационной фирмы по экономическим вопросам с офисами в Вашингтоне, округ Колумбия, и Сан-Диего, Калифорния.

## Жизнь и работа
Дуглас Бернхайм учился с 1975 по 1979 год в Гарвардском университете, где получил степень бакалавра искусств (AB) с отличием. В 1982 году он получил степень доктора экономических наук в Массачусетском технологическом институте. Впоследствии он был доцентом (1982—1987) и адъюнкт-профессором (1987—1988) Стэнфордского университета. Бернхайм перешел в Северо-Западный университет, чтобы работать в качестве заслуженного профессора управления рисками Гарольда Дж. Хайнса-младшего (1988—1990), а затем перешел в Принстонский университет (1990—1994), чтобы служить профессором экономики и деловой политики Джона Л. Вайнберга. С 1994 года он снова работал в Стэнфордском университете: с 1994 по 2005 год — профессор Льюиса и Вирджинии Итон, а с 2005 года — профессор экономики Эдварда Эймса Эдмондса. С 1986 года он также проводил исследования для Национального бюро экономических исследований.
Бернхайм работает в области финансов, организации промышленности, политической экономии, поведенческой экономики и микроэкономики.
Его сестра — Робин Бернхайм, известный писатель/продюсер многих телесериалов, включая «Ремингтон Стил», «Квантовый скачок», «Звёздный путь: Вояджер» и «Когда зовет сердце».

### Премии и награды
- 1978 Фи Бета Каппа
- 1979 премия Джона Х. Уильямса (за лучший диплом в области экономики)
- 1979 избран членом Эконометрического общества
- 1997 избран членом Американской академии искусств и наук
- 2001—2002 научный сотрудник Центра перспективных исследований в области поведенческих наук
- 2001—2002 Стипендия Мемориального Фонда Джона Саймона Гуггенхайма

## Публикации

### Статьи
- Бернхайм, Дуглас; Рангель, Антонио. Поведенческая публичная экономика // The New Palgrave Journal of Economics. — 2008. — № 2. — С. 454. — ISBN 978-0-333-78676-5. — doi:10.1057/9780230226203.0119.
- Бернхайм, Дуглас. Поведенческая Экономика Благосостояния // Panoeconomicus. — 2010. — Т. 57, № 1. — С. 123—151. — doi:10.2298/PAN1002123B.
- Исчезновение заначки. Размышления о сбережениях в Америке. Фонд двадцатого века/Priority Press Нью-Йорк 1991, ISBN 0-87078-313-0
- Джон Б. Шовен; Б. Дуглас Бернхайм. Национальные сбережения и экономические показатели. — Издательство Чикагского университета, 2009. — ISBN 978-0-226-04435-4.